# Sergueï Lazarev
Pour les articles homonymes, voir Lazarev.
Sergueï Viatcheslavovitch Lazarev (russe : Сергей Вячеславович Лазарев ; né le 1er avril 1983 à Moscou), est un chanteur, danseur et acteur russe. Il devient célèbre avec le groupe Smash!!. Après la séparation du groupe, Sergueï Lazarev continue une carrière solo. Il représente la Russie au Concours Eurovision de la chanson à deux reprises (2016 et 2019).

## Biographie

### Jeunesse et étude
Né Sergey Vyacheslavovich Lazarev le 1er avril 1983 à Moscou, il est le cadet des deux fils et de la fille de Valentina Viktorovna Lazareva et Vyacheslav Yuriyevich Lazarev,, ayant cinq ans de moins que son frère aîné. La fille du couple est morte en couches. Sa mère, Valentina, est diplômée d'une école d'aviation, tandis que son père, Vyacheslav, est également diplômé d'une école d'aviation et travaille comme soliste dans le milieu de la culture et des arts. Lorsqu'il a cinq ans, son père quitte le foyer. Après ce divorce, sa mère Valentina démarre une entreprise de couture de draps dans une coopérative afin de s'occuper de ses deux fils. Plus tard, elle épouse Mikhaïl Alexandrovitch. Outre leur mère, leur beau-père, Mikhaïl, et leur grand-mère, Zhanna Petrovna, jouent également un rôle actif dans l'éducation de Sergey et de son frère,.

### Débuts (2000–2007)
En 2000, Lazarev entre à l'école de théâtre MKhAT de Moscou et obtient son diplôme d'acteur professionnel en 2004. En 1999, il s'inscrit au principal institut dramatique de Russie, l'école-studio MAAT, et obtient son diplôme avec mention en 2003. En tant qu'étudiant, Lazarev joue les rôles principaux dans les productions du théâtre Pushkinski de Roméo et Juliette et de Karamazov.
La carrière musicale de M. Lazarev s'épanouit lorsqu'il devient membre du groupe Smash!! (en) (russe : СМЭШ !!), un duo russe de pop formé en 2000 par Lazarev et Vlad Topalov (en). Au début de l'année 2002, le duo tourne son premier clip pour le morceau Should Have Loved You More. Le clip de leur morceau Belle reste en tête du classement de MTV Russie pendant six mois et est entrée dans la liste des 20 meilleurs clips des cinq dernières années.
En 2006, Sergueï Lazarev remporte le prix de la chaîne de télévision MTV Russia Music Awards et est nommé « meilleur interprète ». La même année, il finit deuxième de la version russe de Dancing on Ice.
Son deuxième album, TV Show, sort en 2007.

### Electric TouchetLazarev.(2008–2013)
En 2008, il remporte l'émission Circus of the Stars.
Toujours en 2008, il est candidat pour représenter la Russie au Concours Eurovision de la chanson 2008 avec le morceau The Flyer. Il termine quatrième de la finale nationale russe, remportée par Dima Bilan, et est nommé dans la catégorie « Meilleur artiste russe » aux MTV Europe Music Awards 2007, qui sont remportés par Dima Bilan. À cette époque, Lazarev sort avec la présentatrice de télévision Lera Kudryavtseva,,. Alors que sa renommée internationale augmente, il se produit devant des foules entières à l'Opera House de Bournemouth, en Angleterre, le 23 mars 2008. Deux mois après la sortie, l'album devient le leader des ventes en Russie, et est certifié disque d'or par Sony Music.

### You Are the Only OneetScream(depuis 2015)

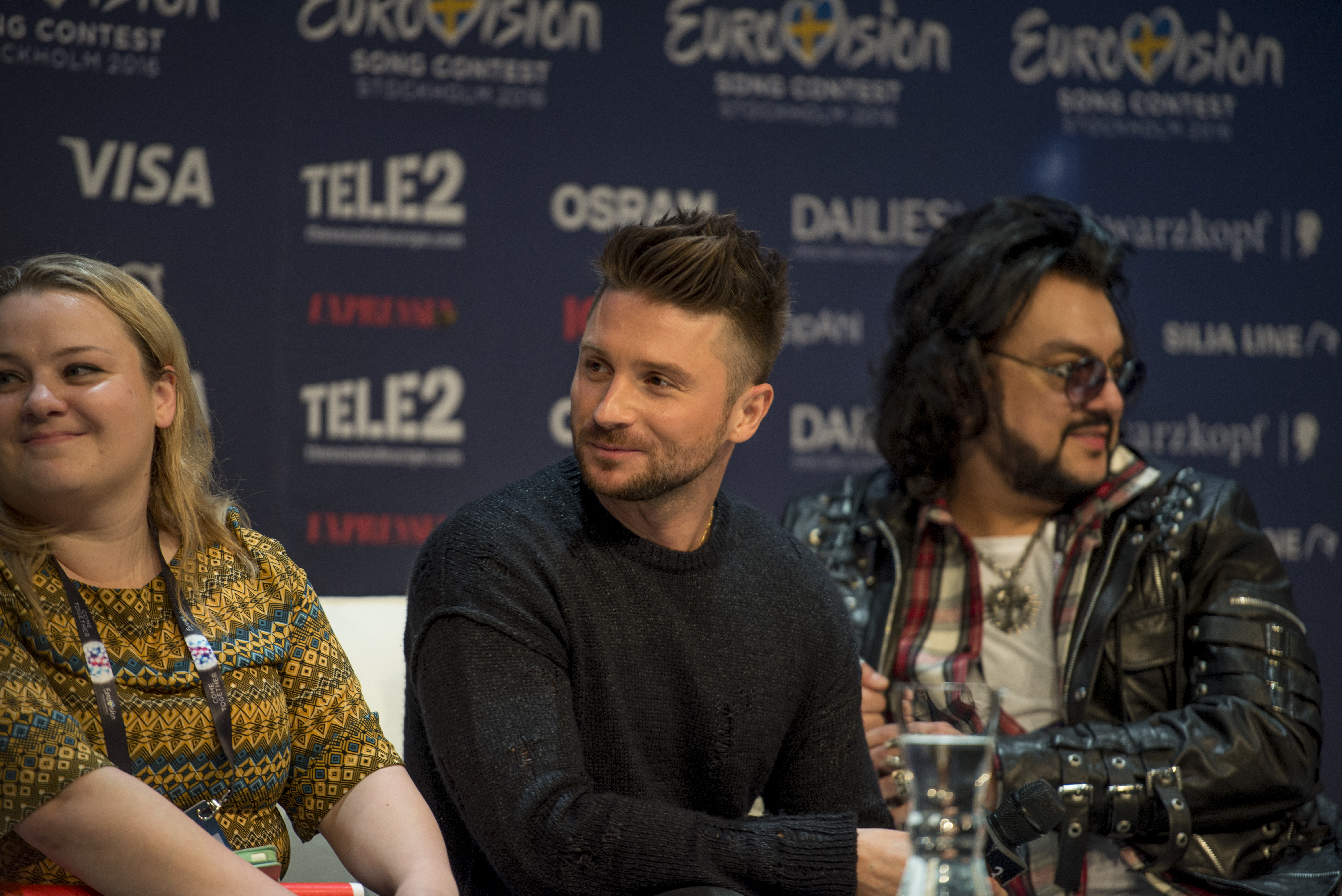
Lazarev pendant la conférence de presse du Concours Eurovision de la chanson 2016.

Le 10 décembre 2015, Lazarev est annoncé représenter la Russie au Concours Eurovision de la chanson 2016 à Stockholm. La chanson produite par Philipp Kirkorov est ensuite publiée avec son clip qui met en vedette Miss Univers Russie 2015 Vladislava Evtushenko le 5 mars 2016,,. Lazarev se produit dans la première moitié de la première demi-finale et se qualifie pour se produire dans la grande finale du 14 mai. Lors de la grande finale où il atteint la troisième place, Lazarev remporte le télévote avec 361 points, et arrive cinquième avec le jury national qui obtient 130 points,. Lazarev révèle être tombé de la haute plate-forme pendant les répétitions le 2 mai 2016.
En décembre 2016, il annonce qu'il avait un fils de deux ans, Nikita, après que des photos des deux allant à l'église sont capturées par des paparazzi,. Après cinq ans d'absence, Lazarev sort son cinquième album studio, V Epitsentre, en décembre 2017. Deux ans plus tard, il représente à nouveau la Russie au Concours Eurovision de la chanson 2019, avec la chanson Scream, où il finit de nouveau troisième.
En 2021, il participe et remporte le 12e saison de Tantsy so zvyozdami (russe : Tанцы со звёздами), la reprise russe de Dancing with the Stars. En novembre 2023, la diffusion de son clip Так красиво (So beautiful) par la chaine de télévision AIVA est interdite par la cour de Saint-Pétersbourg qui condamne le diffuseur à une amende de 500 000 roubles pour violation de la loi interdisant la « propagande LGBT »,.

## Engagements
À plusieurs reprises, il prend position pour les droits LGBT dans un pays jugé relativement homophobe, et s'oppose à l'annexion de la Crimée par Moscou.
Il gère une boulangerie pour chiens.

## Discographie

### Albums studio
- 2005 : Don't Be Fake (Style Records)
- 2007 : TV Show (Style Records)
- 2010 : Electric Touch
- 2013 : Lazarev. (Sony Music Entertainment Russia)
- 2018 : The One
- 2019 : Это я
- 2021 : 8
- 2023 : Я Видел Свет

### EP
- 2019 : Я не боюсь

### Compilations
| Titre    | Détails |
| -------- | --- |
| The Best | - Sortie : - 1er avril 2015 (édition russe) - 16 octobre 2015 (édition anglaise) - Label : Sony Music Entertainment - Formats : Téléchargement |

### Singles
| Année | Titre                                                         | Album               |
| ----- | ------------------------------------------------------------- | ------------------- |
| 2005  | Eye of the Storm                                              | Don't Be Fake       |
| 2005  | Lost Without Your Love                                        | Don't Be Fake       |
| 2006  | Just Because You Walk Away                                    | Don't Be Fake       |
| 2006  | Fake                                                          | Don't Be Fake       |
| 2006  | Shattered Dreams                                              | TV Show             |
| 2007  | Everytime (Vspominay/Вспоминай)                               | TV Show             |
| 2007  | TV or Radio                                                   | TV Show             |
| 2007  | Girlfriend                                                    | TV Show             |
| 2007  | Almost Sorry (Zachem pridumali lyubov/Зачем придумали любовь) | TV Show             |
| 2008  | The Flyer                                                     | London Club Remixes |
| 2008  | Lazerboy (featuring Timati)                                   | Electric Touch      |
| 2009  | Stereo                                                        | Electric Touch      |
| 2009  | Naydi menya (Найди меня)                                      | Electric Touch      |
| 2010  | Alarm                                                         | Electric Touch      |
| 2010  | Feelin' High                                                  | Electric Touch      |
| 2010  | Instantly                                                     | Electric Touch      |
| 2011  | Heartbeat                                                     | Electric Touch      |
| 2011  | Electric Touch                                                | Electric Touch      |
| 2012  | Moscow to California (featuring Timati)                       | LAZAREV.            |
| 2012  | Take It Off                                                   | LAZAREV.            |
| 2013  | Cure the Thunder (featuring T-Pain)                           | LAZAREV.            |
| 2013  | Stumblin                                                      | LAZAREV.            |
| 2014  | 7 Wonders / 7 Tsifr (7 Цифр)                                  | The Best            |
| 2016  | Это всё она / In My Lonely Life (She's All That)              | NC                  |
| 2016  | You Are the Only One                                          | NC                  |
| 2016  | Идеальный мир (Perfect World)                                 | NC                  |

### Participations
- 2010 : Album Khroniki Narnii : Pokoritel zari (Le Monde de Narnia : L'Odyssée du Passeur d'Aurore), avec les titres There a Place for Us et Instantly

## Clips
- 2002 : Should Have Loved You More (Smash!!)
- 2002 : Belle (Smash!!)
- 2003 : Talk to Me (Smash!!)
- 2003 : Freeway (Smash!!)
- 2004 : The One to Cry (Smash!!)
- 2004 : Obsession (Smash!!)
- 2004 : Faith (Smash!!)
- 2005 : Eye of the Storm
- 2005 : Lost Without Your Love
- 2006 : Fake
- 2006 : Vspominaï
- 2007 : Shattered Dreams
- 2007 : TV or Radio
- 2007 : Lyubvi Navstrechu / Cудьбе навстречу (reprise de Love To Hate You d'Erasure)
- 2008 : Girlfriend
- 2008 : Nash Zvyozdniï Tchas (reprise de High School Musical)
- 2008 : Zatchem Pridumali Lyubov
- 2009 : Lazerboy
- 2009 : Naïdi Menya
- 2010 : Alarm
- 2010 : Instantly
- 2011 : Bièniè Serdtsa
- 2011 : Electric Touch
- 2015 : Eto Vse Ona
- 2016 : You are the only one
- 2017 : Lucky Stranger
- 2019 : Scream (chanson représentant la Russie pour le concours Eurovision de la chanson 2019)
- 2019 : Ya ne boyus